# Farmington (Utah)
Pour les articles homonymes, voir Farmington.
La ville de Farmington est le siège du comté de Davis, dans l’État de l’Utah, aux États-Unis. Lors du recensement de 2010, sa population est de 18 275 habitants, estimée en 2017 à 24 066 habitants.

## Géographie
La municipalité s'étend sur 9,95 milles carrés (25,77 km2), dont 0,10 milles carrés (0,26 km2) d'étendues d'eau.

## Histoire
Les premiers occupants furent des Amérindiens qui occupèrent la zone jusque dans les années 1860. Des trappeurs sont signalés dès 1825.[réf. nécessaire] La ville est fondée par des pionniers mormons, menés par Hector Haight, en 1847. Elle porte successivement les noms de Haights Bench, North Cottonwood Creek et Miller's Settlemen avant d'être renommée Farmington en 1852 en raison de la fertilité de ses sols.
Farmington devient une municipalité le 15 décembre 1892.

## Attractions
Farmington abrite le Lagoon, le plus grand parc d’attractions du pays entre Kansas City et San Francisco. Des concerts y sont également organisés.

## Démographie
La population de Farmington est estimée à 24 066 habitants au 1er juillet 2017.
| Groupe            | Farmington (2016) | Utah (2017) | États-Unis (2017) |
| ----------------- | ----------------- | ----------- | ----------------- |
| Blancs            | 93,7              | 90,9        | 76,6              |
| Métis             | 1,9               | 2,5         | 2,7               |
| Afro-Américains   | 1,7               | 1,4         | 13,4              |
| Asiatiques        | 1,3               | 2,6         | 5,8               |
| Amérindiens       | 0,5               | 1,5         | 1,3               |
| Océano-Américains | 0,2               | 1,0         | 0,2               |
|                   |                   |             |                   |
| Hispaniques       | 2,8               | 7,0         | 18,1              |

Le revenu par habitant était en moyenne de 32 558 dollars par an entre 2012 et 2016, supérieur à la moyenne de l'Utah (25 600 dollars) et à la moyenne nationale (29 829 dollars). Sur cette même période, seuls 2,7 % des habitants de Farmington vivaient sous le seuil de pauvreté (contre 10,2 % dans l'État et 12,7 % à l'échelle des États-Unis).